# Morte di Cindy James
La morte di Cindy James è un fatto di cronaca avvenuto l'8 giugno 1989. L'infermiera canadese, a due settimane dalla sua scomparsa, venne ritrovata senza vita nel cortile di una casa abbandonata, legata e con una calza di nylon avvolta intorno al collo. Dal 1982, la donna aveva fatto alla polizia numerose segnalazioni ritenendo di essere perseguitata da un aggressore sconosciuto. Nonostante le indagini, a causa della mancanza del ritrovamento di effettive prove che James fosse vittima di uno stalker, le autorità erano arrivate a sospettare che la donna potesse aver simulato persecuzioni ai suoi danni, culminate in un eventuale suicidio.
I familiari di James hanno insistito pubblicamente sul fatto che la donna dovesse essere stata perseguitata e infine assassinata da qualcuno. L'inchiesta si concluse con la dichiarazione che James fosse morta "per un evento sconosciuto". A oggi, il caso rimane irrisolto.

## La vittima
Cynthia Elizabeth Hack nacque a Oliver, in Canada, il 12 giugno 1944, da Matilda, una casalinga, e Otto Hack, insegnante di inglese ed ex colonnello della Royal Canadian Air Force. Entrambi i genitori erano di origine russa e aveva tre fratelli maggiori e due sorelle minori. I suoi diari privati riportano che la sua infanzia fu segnata dalla disciplina severa del padre, che includeva punizioni corporali. A causa del lavoro di suo padre nell'aeronautica militare, Cindy trascorse parte della sua adolescenza ad Ottawa e frequentò lì la scuola superiore.
Da adulta, Cindy intraprese una carriera infermieristica a Vancouver e si iscrisse a una scuola apposita nel 1962. Nello stesso periodo, la famiglia si trasferì in Francia per il lavoro del padre, che si arruolato nuovamente nell'aeronautica; la donna andava a trovarli durante le vacanze. Nello stesso periodo, nelle lettere alla sua famiglia, Cindy occasionalmente faceva riferimento a un tirocinante che aveva incontrato durante i suoi studi e con cui si fidanzò, finché lui non si suicidò mentre era con lei in vacanza sugli scii, dopo aver scoperto di avere un cancro terminale. Nonostante ciò, Cindy non disse il nome dell'uomo e i suoi familiari non lo incontrarono mai.
Nell'estate del 1965, Cindy incontrò Roy Makepeace, uno psichiatra sudafricano più grande di lei di diciotto anni. I due si sposarono il 9 dicembre 1966, stesso anno in cui Cindy si laureò alla scuola infermieristica con un BSN. I genitori della donna erano scettici sul matrimonio per il grande divario di età della coppia, e Otto riteneva che Makepeace avesse approfittato dell'ingenuità della figlia. La famiglia testimoniò che il matrimonio fu travagliato e che i due erano emotivamente distanti. In seguito Cindy mosse accuse di abusi coniugali e Makepeace si difese affermando di averla schiaffeggiata "solo due volte" durante il loro matrimonio. Sebbene avesse conseguito la licenza di psichiatra nel suo paese d'origine, il Sud Africa, Makepeace non riuscì per due volte a ottenere la licenza medica in Canada e accettò un lavoro come professore associato presso la Facoltà di Medicina dell'Università della British Columbia.
Cindy lavorò come infermiera pediatrica al Vancouver General Hospital (dove aveva lavorato anche suo marito) dal 1966 al 1975. Nel 1973, Makepeace accettò un lavoro come direttore dei servizi sanitari presso la BC Hydro mentre, nell'aprile 1975, Cindy venne assunta come coordinatrice del team presso la Blenheim House di Vancouver, una struttura che si prende cura di bambini con disturbi comportamentali. Lavorò alla Blenheim House per circa dodici anni e venne notata dai suoi colleghi per la sua competenza e professionalità. Lei e Makepeace si separarono nel maggio 1982.

## Accuse di persecuzione
In un periodo di quasi sette anni tra il 1982 e il 1989, Cindy segnalò circa novanta crimini ai suoi danni alla Royal Canadian Mounted Police (RCMP). Le sue denunce includevano presunti atti di stalking, vandalismo, incendio doloso, molestie, intimidazioni, invasioni domestiche e aggressioni fisiche perpetrate da una o più persone sconosciute.

### 1982
Le aggressioni iniziarono nel settembre 1982. Verso la fine di settembre, Cindy disse ad amici e familiari di sospettare che un ladro si aggirasse nei pressi della sua casa. Successivamente, dal 7 ottobre dello stesso anno, la donna cominciò a ricevere telefonate disturbanti. La madre di Cindy riferì che, sebbene la figlia fosse riluttante a parlare delle sue esperienze, le disse che nelle chiamate si sentiva un individuo parlare con voci diverse, oppure rimanere in silenzio respirando pesantemente. Cindy descrisse il contenuto di alcune delle telefonate come sessuale e violenta.
L'11 ottobre, Cindy ricevette una chiamata nella quale si sentivano solo dei respiri pesanti e, il giorno dopo, ne ricevette un'altra, nella quale qualcuno le disse sussurrando che una notte "l'avrebbe presa", chiamandola per nome. Cindy denunciò l'accaduto alla RCMP, che andò a casa sua e le suggerì di tenere un elenco di ogni chiamata e del loro contenuto, nonché di procurarsi un numero che non fosse nell'elenco. Poco dopo che l'agente se ne fu andato, Cindy ricevette un'altra telefonata da parte di una voce apparentemente maschile che le disse: "Sei una fottuta stronza. Ti prenderò". Il giorno dopo, nel pomeriggio del 13 ottobre, Cindy ricevette un'altra minaccia telefonica; l'interlocutore schernì il suo essersi rivolta alla polizia per chiedere aiuto e fece un'allusione sessuale prima di terminare bruscamente la chiamata.
Due giorni dopo, Cindy riferì alla RCMP di aver sentito qualcuno muoversi fuori da casa sua e di essersi svegliata la mattina trovando le luci del portico rotte. Il 15 ottobre, la donna disse alla polizia che qualcuno aveva lanciato un sasso attraverso una delle sue finestre ed era entrato in casa, sebbene non avesse toccato nulla. Quattro giorni dopo, il 19 ottobre, Cindy denunciò che qualcuno era entrato in casa sua e le aveva tagliato un cuscino sul suo letto.
Patrick McBride, un agente della RCMP di Vancouver, sospettò che il colpevole fosse l'ex marito Makepeace, il quale negò di essere responsabile degli atti minatori. La stessa Cindy rilasciò dichiarazioni contrastanti su Makepeace, in quanto disse alle autorità che non pensava che sarebbe stato capace di tormentarla ma rivelò ad amici e colleghi che era stato molto violento durante il loro matrimonio. Il 20 ottobre, due inquilini che avevano affittato il seminterrato della casa di Cindy dissero alla polizia di aver sentito strani rumori al piano superiore dell'edificio principale dopo che Cindy era uscita per andare al lavoro. Un vicino di casa informò McBride di aver visto un uomo fermo in piedi fuori dall'abitazione in almeno tre occasioni diverse e una volta entrare dal cancello del cortile anteriore. Il vicino insistette sul fatto che l'uomo non assomigliasse a Makepeace.
Cindy ebbe una relazione di circa un anno con McBride. Quest'ultimo, che si era separato di recente dalla moglie, si trasferì a casa di Cindy il 31 ottobre. La donna raccontò agli amici che McBride si era offerto di rimanere per un paio di settimane, aiutandola a stare in allerta nel caso in cui il colpevole fosse entrato in casa sua. Diversi giorni dopo il trasferimento di McBride, il poliziotto trovò Makepeace seduto nella sua auto parcheggiata in un vicolo dietro l'abitazione. Quando gli chiese cosa stesse facendo, Makepeace si giustificò dicendo di essersi appostato per cogliere in flagrante il presunto intruso; se ne andò quando venne informato da McBride del suo trasferimento nella casa.
A metà novembre, McBride dichiarò di aver ricevuto una telefonata silenziosa a casa mentre Cindy era presente. Inizialmente il poliziotto sospettò che la chiamata potesse essere stata fatta da un terminal dell'aeroporto, in quanto di sottofondo si sentiva una voce femminile tramite un sistema di diffusione sonora, ma alla fine venne ricondotta a un centralino nella periferia di Vancouver. Successivamente, lo stesso mese, Cindy trovò un biglietto fissato al parabrezza della sua auto con sopra l'immagine di un cadavere coperto da un lenzuolo. Il 28 novembre, McBride osservò che le linee telefoniche fuori casa erano state tagliate in cinque punti diversi. Cindy, che era rimasta cordiale e amichevole con Makepeace nonostante la separazione, a volte lo invitava a casa quando c'era McBride, in quanto entrambi erano interessati al caso del suo persecutore e spesso ne discutevano. McBride se ne andò dalla casa di Cindy il 1º dicembre, anche se i due continuarono a frequentarsi, uscendo spesso a cena. La settimana di Natale del 1982, Cindy trovò un biglietto con la scritta "Buon Natale" e una foto macchiata di inchiostro rosso ritraente una donna con la gola tagliata.

### 1983-1984
La notte del 27 gennaio 1983, Agnes Woodcock, un'amica e collega di Cindy alla Blenheim House, visitò la casa di Cindy e la trovò sdraiata priva di sensi nel suo cortile, con una calza di nylon avvolta intorno al collo. Dopo aver ripreso conoscenza, Cindy raccontò a Woodcock di essere stata aggredita alle spalle da qualcuno mentre si dirigeva verso il suo garage esterno, per poi essere portata nel garage, dove c'era già un altro uomo. Cindy disse che i due uomini l'avevano strangolata, le avevano inserito un coltello nella vagina e avevano minacciato di uccidere sua sorella minore Melanie se avesse denunciato l'aggressione alle autorità. I dottori che esaminarono Cindy non trovarono prove concrete di violenza sessuale, sebbene il detective David Boywer-Smith rimase ambivalente riguardo alla sua affermazione. La polizia chiese a Cindy di vedere uno psichiatra ma lei rifiutò, temendo di essere stigmatizzata per questo; accettò però di essere visitata da un medico con esperienza in consulenza.
Cindy si trasferì in una nuova casa a West Vancouver il 1° febbraio 1983. Meno di una settimana dopo, ricevette un'altra lettera minatoria che faceva riferimento al suo tentativo di scappare e alludeva nuovamente al fatto che sarebbe stata uccisa a breve. Dopo un'ulteriore serie di chiamate inquietanti, Cindy cambiò ancora casa nell'aprile 1983. Makepeace, che aveva fatto continui tentativi di riconciliarsi con l'ex moglie, le fece avere numerosi regali nell'estate del 1983 e le pagò il biglietto aereo per l'Indonesia, affinché visitasse suo fratello Roger. Diverse settimane dopo il ritorno dal viaggio, il 22 agosto, Cindy trovò un altro biglietto che diceva "Bentornata: morte, sangue, odio, ecc."
Nel tentativo di nascondere la propria identità al suo stalker, Cindy dipinse la sua auto di un diverso colore e assunse un investigatore privato, Ozzie Kaban, che la aiutasse a investigare. Keban venne pagato dalla donna per i suoi servizi nei successivi sei anni. Kaban notò che Cindy aveva preso diverse misure per proteggersi, come portare con sé un pulsante antipanico e olio e spray al peperoncino. Tra l'ottobre e il novembre del 1983, Cindy scoprì i resti di tre gatti legati e strangolati nel suo giardino. Nel suo diario privato, la donna accusò Makepeace di aver distrutto il suo giardino. La donna continuò a ricevere telefonate minatorie a casa e al lavoro, ad alcune delle quali risposero i suoi colleghi, i quali dissero alle autorità che non sentirono nulla dall'altra parte.
Il 30 gennaio 1984, Kaban andò a casa di Cindy in quanto aveva sentito degli strani rumori su una radio bidirezionale che aveva dato alla donna.  All'arrivo, la trovò sdraiata priva di sensi sul pavimento del suo soggiorno con un coltellino conficcato nella mano e un biglietto infilzato con il coltello.  Il biglietto, che era stato realizzato con lettere ritagliate e incollate da una rivista, diceva: "ADESSO MUORI, TROIA". Cindy fu portata in un ospedale locale e in un'intervista con Kaban dichiarò che l'ultima cosa che ricordava prima di essere trovata era di aver visto un uomo entrare dal cancello della sua proprietà che poi l'aveva aggredita e colpita alla testa con un oggetto contundente. Cindy affermò che, una volta messa K.O., ricordava che il suo aggressore le avesse inserito un ago ipodermico nel braccio. I dottori trovarono un segno di ago nel suo braccio destro, ma non rinvennero tracce di droghe nel suo sistema. Cindy si sottopose al test del poligrafo dopo l'incidente; l'ufficiale che condusse il test dichiarò successivamente che i risultati, secondo la sua stima, si erano rivelati "inconcludenti".  L'agente Kiyo Ikoma, che si era presentato alla residenza di Cindy la notte del presunto attacco, dichiarò di aver notato del sangue imbrattato in motivi circolari sul pavimento della cucina, come se qualcuno avesse tentato di pulire le prove.
Nel febbraio 1984, gli investigatori iniziarono a interrogare sempre di più Makepeace, poiché Cindy aveva espresso il sospetto che fosse lui a tormentarla. In diverse interviste, Makepeace teorizzò che gli aggressori di Cindy facessero parte della mafia e che fossero collegati al suo impiego alla Blenheim House, dove spesso erano ospitati bambini che erano protetti dal tribunale. Nel marzo 1984, il padre di Cindy, Otto, incontrò Makepeace in un negozio di ciambelle a Vancouver indossando un microfono per la polizia e disse a Makepeace di interrompere i contatti con sua figlia. Dopo l'incontro, Makepeace scrisse e inviò una lettera di sei pagine a Otto delineando la sua teoria per cui Cindy fosse perseguitata dalla malavita, chiedendo a Otto di spingere la polizia a seguire tale pista.
Durante l'estate del 1984, gli episodi di molestie denunciati da Cindy raggiunsero un "crescendo" di intensità: il 18 giugno, telefonò a Kaban in preda al panico; lui corse a casa sua e la trovò rannicchiata in giardino, sostenendo che qualcuno si era infiltrato in casa. Kaban scoprì la sua cagna, Heidi, gravemente picchiata nel seminterrato, insieme a un biglietto con la scritta "Buon compleanno" e a foto sessualmente esplicite. Kaban notò che la corda legata attorno all'animale sembrava essere la stessa scoperta sui gatti morti che Cindy aveva trovato l'autunno precedente. Su un davanzale in cantina, fu trovato un mozzicone di sigaretta che non corrispondeva alla marca che Cindy era solita fumare. Sulla base degli abusi fisici subiti da Heidi, Kaban concluse che Cindy non potesse essere la colpevole, affermando che: "Non l'avrebbe mai fatto se fosse stata la Cindy che conoscevo". Nelle settimane successive, ricevettero altre chiamate, a una delle quali rispose Kaban da casa di Cindy mentre lei era al lavoro, e un gatto morto fu trovato nella tromba delle scale della sua casa. Il 1º luglio, Cindy disse a Kaban che due uomini si erano presentati alla sua porta d'ingresso fingendosi poliziotti, ma erano fuggiti quando lei aveva contattato via radio Kaban. Cindy in seguito riferì una serie di altre chiamate minatorie, in una delle quali l'interlocutore le diceva che "era morta". Anche un collega di Cindy a Blenheim House ricevette una chiamata che diceva: "Sbarazzati di quel grasso maiale".
Il 9 luglio 1984, la madre di Cindy, Tilley, rimase a dormire da lei. Nel cuore della notte, Tilley si svegliò perché Heidi abbaiava e trovò Cindy che controllava le finestre e le porte al piano principale della casa. Pochi istanti dopo, entrambe sentirono suonare il campanello e scoprirono una finestra vicino al portico anteriore crepata in diversi punti. Due settimane dopo, il 23 luglio, Cindy affermò di essere stata aggredita da un uomo nel vicino Dunbar Park mentre portava a spasso il suo cane verso le 20:30. Secondo quanto ricordava, l'assalitore era un uomo barbuto alla guida di un furgone verde, accompagnato da una donna. Diverse ore dopo, verso mezzanotte, Cindy venne aiutata dalle autorità mentre, stordita e con una calza di nylon grigio scuro intorno al collo, tentava di entrare nella casa di un vicino. Heidi fu trovata da Kaban che vagava nella zona del parco. Cindy fu portata al vicino University of British Columbia Health and Sciences Centre, dove i dottori notarono due segni di puntura sul suo braccio destro. Mentre Cindy era sotto cure, una receptionist dell'ospedale disse alle autorità che un uomo con uno strano accento aveva chiamato la reception chiedendo informazioni sulle politiche di sicurezza dell'ospedale; quando la polizia fece ascoltare l'audio della voce di Makepeace, la receptionist pensò che ci fosse una "forte possibilità" che si trattasse della stessa persona. Nell'ottobre 1984, mentre era sotto le cure di un ipnoterapeuta, Cindy parlò di un presunto ricordo represso nel quale aveva assistito a un duplice omicidio, ma non divulgò ulteriori dettagli.

### 1985-1986
Dopo l'attacco del luglio 1984, Cindy continuò a ricevere telefonate anonime, ma nessuna era abbastanza lunga da poter essere adeguatamente rintracciata dalla polizia, e la sorveglianza della sua casa da parte della polizia si rivelò infruttuosa. Nel gennaio 1985, mentre era sotto ipnosi, Cindy disse alla polizia di aver assistito all'omicidio di un uomo e di una donna da parte del suo ex marito, e di aver poi smembrato i loro corpi con un'ascia, mentre la coppia era in vacanza in una baita sull'isola di Thormanby, vicino a Sechelt, nel luglio 1981; inoltre, a detta di Cindy, Makepeace avrebbe spalmato il sangue di una delle vittime sul suo viso durante lo smembramento. In seguito si scoprì che la sorella di Cindy, Melanie, aveva partecipato anche lei alla vacanza, ma non ricordava nulla strano che potesse confermare quanto detto da Cindy.
Verso la fine di giugno del 1985, Cindy fu ricoverata contro la sua volontà nell'unità psichiatrica del Lions Gate Hospital di Vancouver dopo aver tentato il suicidio assumendo una dose eccessiva di farmaci da prescrizione, anche se in seguito affermò di non aver avuto intenzione di uccidersi. Il 2 luglio, la donna accettò di consentire alla polizia di intercettare una conversazione telefonica con Makepeace, durante la quale lo accusò di essere la fonte dei suoi problemi e lo affrontò in merito al ricordo che aveva raccontato sotto ipnosi di lui che uccideva due persone. Durante la conversazione, Makepeace negò le accuse, definendo Cindy "pazza" e "coinvolta in un'enorme fantasia di vendetta". In seguito a questa chiamata registrata, la RCMP impiegò degli ufficiali per mantenere la sorveglianza 24 ore su 24 di Cindy, Makepeace e altri due sospettati senza nome per un periodo di una settimana. La sorveglianza fu interrotta dopo che non fu osservato nulla di insolito. Le autorità indagarono ulteriormente sulle affermazioni di Cindy riguardo ai presunti smembramenti commessi da Makepeace, ma non trovarono prove di possibili omicidi o persone scomparse nelle isole del Golfo in concomitanza con la vacanza di Cindy e Makepeace. L'avvocato di Makepeace dichiarò che l'accusa di Cindy aveva portato le autorità a una "caccia all'oca" per trovare la presunta ubicazione degli omicidi.
All'inizio di luglio, Cindy ricevette un pacco a casa sua contenente una calza di nylon color carbone, insieme a un biglietto che diceva: "Il sangue scorre liberamente". Diverse settimane dopo, il 27 luglio, la donna trovò un contenitore di cosmetici sul portico anteriore contenente carne cruda putrefatta di un piccolo animale. Il 5 agosto, Cindy chiamò la stazione di polizia segnalando un incendio nella sua casa. Le autorità trovarono quello che sembravano pezzi di giornale bruciato sparsi nella stanza; un altro incendio fu segnalato da Cindy il giorno seguente.
Il 21 agosto, un terzo incendio scoppiò nel bagno del seminterrato della casa di Cindy verso le 4:45 del mattino. Quando i vigili del fuoco e la polizia arrivarono alla residenza, videro Cindy avere una discussione "accesa" con l'investigatore privato Kaban, spiegando che aveva portato a spasso il cane verso le 3:15 del mattino e che aveva scoperto l'incendio tornata a casa. La finestra del bagno fu trovata parzialmente socchiusa dalle autorità, ma la fuliggine e la polvere sul davanzale non mostravano segni che un intruso fosse entrato o uscito da lì. Resti carbonizzati di un giornale furono scoperti nel bagno. Un detective che indagò sull'incendio in seguito testimoniò di credere che Cindy avesse appiccato l'incendio da sola.
Nell'autunno del 1985, il dottor Anthony Marcus, uno psicologo, fu incaricato da Carol Halliday della RCMP di condurre degli incontri con Cindy e di esaminare i vari fascicoli del caso. Halliday, che si era occupato del caso dopo l'incendio del 21 agosto, ritené che Cindy stesse mentendo e simulando gli attacchi ai suoi danni, e che i vari ufficiali uomini che avevano indagato sul caso fossero stati "ingannati dall'istrionismo di una bella donna". Sulla base delle sue interviste e dell'analisi dei registri della polizia, Marcus offrì la sua opinione professionale secondo cui Cindy potrebbe aver sofferto di disturbo dissociativo dell'identità derivante da un trauma infantile, sebbene non avesse interrogato Cindy sulla sua infanzia durante le loro interviste.
Il 1° dicembre, Cindy si trasferì in una nuova casa a Richmond. Dieci giorni dopo, l'11 dicembre, verso le 18:00, fu trovata da degli automobilisti in uno stato di semi-incoscienza in un fosso a circa 6 chilometri da casa sua, vicino al campus dell'Università della British Columbia. Indossava degli stivali da lavoro da uomo e un solo guanto, e, di nuovo, aveva una calza di nylon strettamente legata intorno al collo. A causa delle temperature rigide, Cindy era in ipotermia e fu portata d'urgenza in un ospedale locale, dove si sospettò che le fosse stata iniettata una specie di tranquillante. Presentava anche lividi e vari tagli sul corpo. Quando fu interrogata in ospedale, Cindy affermò di non ricordare cosa le fosse successo o come fosse arrivata nel luogo in cui era stata trovata; l'ultima cosa che ricordava era di essere andata a pranzo dopo il lavoro e di essersi fermata in una farmacia locale. Sentendosi abbattuta al pensiero che la polizia non le credesse, Cindy andò a trovare suo fratello Roger nella Germania Ovest per Natale.
All'inizio del 1986, Cindy cambiò formalmente il suo cognome da Makepeace, il cognome del suo ex marito, a James, sperando di nascondere ulteriormente la sua identità. Per aiutarla a placare le sue paure, la sua amica Agnes Woodcock e suo marito, Tom, a volte trascorrevano le notti a casa sua. Il 16 aprile, la coppia fu svegliata da Cindy, che affermò di aver sentito del trambusto in casa. Dopo aver indagato, scoprirono che era scoppiato un incendio nel seminterrato. Quando tentarono di chiamare i vigili del fuoco, scoprirono che il telefono era morto. Tom fuggì dall'altra parte della strada verso la residenza di un vicino per chiamare la polizia e, quando uscì di casa, affermò di aver visto un uomo in piedi sulla strada fuori dalla residenza, che scappò quando Tom provò ad avvicinarsi.

Cindy rimase con i Woodcock per diversi giorni dopo l'incendio; la coppia notò che precipitava sempre più nello sconforto, rifiutandosi di mangiare e facendo commenti sul fatto che la sua vita non valesse più la pena di essere vissuta. Allan Connolly, uno psichiatra che aveva in cura Cindy dal gennaio 1983, la incontrò e dichiarò che, sebbene avesse creduto a lungo alle sue accuse di persecuzione, temeva che ora avesse tendenze suicide. Connolly la fece ricoverare nel reparto psichiatrico del St. Paul's Hospital per due settimane, dove si osservò che soffriva di anoressia e depressione. Successivamente fu trasferita al Riverview Hospital, dove fu condotto un esame psicologico completo. Il rapporto stabilì:
Questa donna di 41 anni era molto resistente alla valutazione iniziale. Rispondeva solo con parole singole. Si rifiutava di discutere di una serie di argomenti e non voleva stabilire un contatto visivo. Al secondo appuntamento il suo umore era notevolmente elevato. Aveva completato gli altri test da sola ed era disposta a parlare. Sembrava apprensiva su come i test potessero essere utilizzati. Manteneva un buon contatto visivo, tranne quando discuteva degli episodi di aggressione, in quei casi abbassava lo sguardo o si copriva gli occhi e parlava in modo esitante. Esprimeva turbamento e piangeva molto quando raccontava questi aneddoti La paziente continuava a chiedere se le sue risposte agli elementi indicassero che era pazza... Il suo QI [è] ben al di sopra della media. Questo tipo di individuo può essere caratterizzato come negativista e conformista. Hanno umori imprevedibili, pessimismo, malumore che oscilla con l'accordo sociale e la cordialità. Tendono ad anticipare e precipitare le delusioni attraverso il loro comportamento ostruzionistico e negativo... Questo tipo di persona tende a essere vulnerabile alle paure. 
Dopo una degenza ospedaliera di dieci settimane, Cindy venne dimessa. Secondo suo padre, Cindy gli disse di aver "trattenuto informazioni" riguardo ai suoi presunti attacchi, affermando che conosceva l'identità dell'aggressore ma si rifiutava di nominarlo.

### 1987-1989
Nell'agosto del 1987, Cindy iniziò a lavorare come infermiera al Richmond General Hospital. Il 28 agosto, l'allarme della sua casa venne attivato dopo che una finestra sul retro fu rotta e tre giorni dopo, il 31 agosto, riferì alla polizia che le lampadine della sua veranda anteriore erano state allentate. La settimana successiva, denunciò che qualcuno aveva usato un tagliavetro per creare un buco nella finestra della porta del seminterrato. Nel febbraio del 1988, Cindy indicò che qualcuno aveva rotto una finestra della sua casa dopo averla fissata con del nastro isolante.
L'11 ottobre 1988, Makepeace ricevette due strani messaggi vocali sulla segreteria telefonica di casa: nel primo una voce roca pronunciava la frase: "Cindy, presto sarà carne morta", mentre l'altro affermava: "Più smack, più calmanti, altri mille dollari dopo che abbiamo sprecato la fica. Niente più accordi". Diede i nastri della segreteria telefonica al suo avvocato, poiché non si fidava della polizia di Vancouver, che riteneva potesse prenderlo di mira come sospettato. Quindici giorni dopo, Cindy fu trovata priva di sensi nel suo garage; era stata legata, era nuda dalla vita in giù e aveva nuovamente una calza di nylon nera legata intorno al collo. In quel periodo, la RCMP assunse l'alpinista ed esperto di nodi Robert Chisnall per analizzare i nodi delle calze di nylon con cui era stata spesso trovata legata. A quel tempo, Chisnall concluse che era "altamente improbabile" che Cindy sarebbe stata in grado di farli da sola.
Nel gennaio 1989, Richard Johnston, un agente di assicurazioni sulla vita da cui Cindy aveva acquistato una polizza, si trasferì nel seminterrato della sua residenza; lei gli offrì l'affitto sulla base del fatto che si sarebbe sentita più al sicuro con qualcun altro che vivesse con lei. L'8 aprile, una guardia di sicurezza al Richmond General Hospital, dove Cindy era impiegata, scoprì un biglietto nei locali realizzato con lettere ritagliate e incollate, che recitava: "PRESTO, CINDY ". Inoltre, qualcuno scrisse la frase "dormi bene" nella condensa sul suo parabrezza. A seguito di un presunto tentativo di effrazione nella sua casa il 29 aprile, la RCMP utilizzò dei segugi nel tentativo di rintracciare il presunto intruso, ma i cani non trovarono tracce. Il 10 maggio 1989, i segugi furono nuovamente utilizzati in seguito a un altro presunto furto con scasso e riuscirono a seguire l'odore di un individuo sconosciuto che aveva oltrepassato la recinzione del cortile della casa di Cindy.

### Conclusioni della polizia
Nel corso dei quasi sette anni in cui Cindy denunciò i vari incidenti, la RCMP ha spese circa 1-1,5 milioni di dollari canadesi di risorse per indagare sulle sue accuse, ma non venne trovata alcuna prova per corroborarle. Per questo motivo, le autorità arrivarono a sospettare che Cindy si stesse inventando le persecuzioni ai suoi danni, mettendole anche in scena per far sembrare di essere vittima di uno stalker violento. Cindy espresse frustrazione nei confronti del dipartimento di polizia, a parte un detective, Jerry Anderson. In una denuncia che presentò contro la RCMP per il suo presunto licenziamento da parte di diversi ufficiali, indicò positivamente Anderson "per la sua pazienza, la sua condotta professionale incrollabile e la sua indagine esemplare su questo caso... È l'unico membro della RCMP di cui mi sento di potermi fidare e con cui mi sento a mio agio".

## Scomparsa
Verso le 16:00 del 25 maggio 1989, Cindy ritirò la sua busta paga dal Richmond General Hospital. Sul posto parlò con una collega, che in seguito riferì che Cindy sembrava essere di buon umore e che la informò di non aver riscontrato alcuna attività sospetta a casa sua per almeno due settimane. Cindy fu vista l'ultima volta diverse ore dopo, mentre faceva la spesa in un supermercato Safeway e visitava una Bank of Montreal al Blundell Shopping Centre. Un cliente della banca disse alla polizia che si era messo in fila dietro Cindy allo sportello bancomat della banca, dove la donna aveva depositato la sua busta paga verso le 19:59.
Quello stesso giorno, Cindy aveva programmato di far installare un sistema di rilevamento a infrarossi nella sua casa per motivi di sicurezza, e aveva programmato che i suoi amici Agnes e Tom Woodcock venissero da lei a giocare a bridge e passare la notte. Dopo non aver più avuto notizie di Cindy, i Woodcock andarono a casa sua verso le 22:00, ma trovarono la porta chiusa a chiave e la Chevrolet Citation di Cindy assente. Parlarono brevemente con Johnston, che li informò che Cindy aveva in precedenza detto che sarebbe andata a fare un po' di shopping. I Woodcock passarono davanti al centro commerciale Blundell, sapendo che Cindy lo frequentasse, e trovarono la sua auto abbandonata nel parcheggio. Proseguirono fino alla stazione della polizia per denunciare la scomparsa dell'amica. Sebbene fosse scomparsa solo da diverse ore, una pattuglia fu inviata per indagare a causa delle precedenze denunce di persecuzione.
Esaminando il veicolo, fu trovato del sangue all'interno dell'auto sulla portiera lato guida, così come della spesa e un regalo di compleanno incartato per il figlioletto della sua amica; il contenuto del portafoglio di Cindy venne rinvenuto sotto il veicolo. Una successiva ispezione della sua casa quella notte mostrò che nulla era stato toccato: la polizia osservò che la casa era ordinata, pulita e piena di numerose piante da appartamento "ben curate". La Guardia costiera canadese avviò delle ricerche nei fiumi della zona, così come nel Golfo della Georgia, nel tentativo di localizzare la donna scomparsa.
Diversi giorni dopo la sparizione di Cindy, il suo inquilino, Johnston, informò la polizia di aver ricevuto una chiamata nel suo ufficio da parte di un uomo che sosteneva di essere suo padre, che chiedeva informazioni sulla sua polizza assicurativa sulla vita. La segretaria di Johnston informò la persona che aveva chiamato che avrebbe dovuto recarsi in ufficio, poiché le questioni relative alle assicurazioni private non potevano essere trasmesse per telefono. Quando le autorità interrogarono il padre di Cindy, lui negò di aver mai fatto la chiamata.

## Morte
L'8 giugno 1989, Gordon Starchuck, un operaio comunale addetto alla pavimentazione, scoprì il corpo di Cindy nel cortile di una casa abbandonata all'8111 di Blundell Road, a Richmond. Il suo corpo era in posizione fetale, legato con una corda e con una calza di nylon nera avvolta strettamente intorno al suo collo. La gamba destra di Cindy giaceva sotto un rovo di more e il suo cappotto fu trovato disteso vicino al suo corpo. La proprietà in cui fu trovato il cadavere era situata lungo una strada trafficata vicino a un incrocio, che aveva un frequente traffico pedonale. Sul serbatoio del carburante esterno della residenza la polizia trovò un graffito con vernice spray arancione che diceva: "Una stronza è morta qui". Una linea, dipinta a spruzzo lungo il terreno con la stessa vernice arancione, correva dal serbatoio del carburante al punto in cui giaceva il suo corpo, circondandolo. All'interno della casa abbandonata venne trovato un altro graffito realizzato con il medesimo spray che recitava "Diavolo".
Sheila Carlyle, una patologa che esaminò il corpo di Cindy sulla scena, notò che le sue mani erano state legate così strettamente che un dito ne aveva graffiato un altro fino all'osso. Una puntura di spillo compatibile con un ago ipodermico fu localizzata sul gomito destro interno del corpo. Sulla base dell'attività di insetti e larve sui resti, l'entomologa forense Gail Anderson concluse che il corpo avesse iniziato il processo di decomposizione nel sito in cui era stato trovato già dal 2 giugno 1989.
Un'autopsia determinò che Cindy fosse morta per intossicazione multipla da farmaci derivanti da notevoli quantità di morfina, diazepam e flurazepam. Il rapporto tossicologico del suo sangue mostrò che aveva nel flusso sanguigno una dose di morfina dieci volte superiore a quella letale; inoltre, sulla base di un esame del contenuto del suo stomaco, la tossicologa Heather Dinn riferì che Cindy dovesse aver ingerito per via orale circa venti compresse da 30 milligrammi di flurazepam (o fino a ottanta compresse di una dose più alta), oltre a numerose compresse di diazepam, una combinazione di per sé letale. Il metodo con cui era stata somministrata la morfina non poteva essere determinato, "lasciando perplesso" il farmacologo che analizzò il rapporto tossicologico. Tracce di morfina furono trovate nello stomaco di Cindy, anche se il dottor John McNeill affermò che la quantità avrebbe potuto derivare dall'iniezione endovenosa del farmaco. Secondo l'analisi di McNeill, se Cindy avesse ricevuto la morfina tramite iniezione endovenosa, sarebbe caduta nell'incoscienza in pochi minuti e sarebbe morta nel giro di diverse ore. Le autorità conclusero infine che il sovradosaggio era stato "così alto che non c'era una stima affidabile di quanto a lungo Cindy avrebbe potuto rimanere cosciente".
La Royal Canadian Mounted Police sospettò che la causa della morte di Cindy fosse probabilmente un suicidio o un incidente, basandosi sul presupposto che avesse inventato le sue numerose precedenti accuse di aggressioni e stalking, e tale teoria fu rapidamente riportata da diversi tabloid locali. Il suo investigatore privato personale, Kaban, visitò l'obitorio per esaminare il suo corpo il 10 giugno e osservò che i suoi resti mostravano segni di lividi dovuti al post-mortem sul lato sinistro del suo corpo. Poiché il cadavere era stato trovato disteso sul lato destro, Kaban ritenne che potesse essere morta altrove e che il suo corpo trasferito nel luogo in cui era stato infine scoperto.
Il 14 giugno 1989, due giorni dopo quello che sarebbe stato il suo quarantacinquesimo compleanno, si tenne una cerimonia commemorativa per Cindy. La polizia sorvegliò la cerimonia utilizzando telecamere nascoste, catturando i volti e le targhe di tutti i partecipanti. Il suo ex marito, Makepeace, non era presente. Nell'estate del 1989, la casa abbandonata in cui fu scoperto il corpo di Cindy fu demolita.

### Inchiesta del coroner
Nel 1990, a Burnaby, fu tenuta un'ampia inchiesta sulla morte di Cindy, consistente in cinque giurati e con la testimonianza di oltre ottanta testimoni. L'inchiesta era originariamente programmata per avere una durata di tre settimane, ma poiché "procedeva molto più lentamente del previsto", furono aggiunti altri ventuno giorni. L'inchiesta, che durò in totale quaranta giorni, fu la più lunga e costosa nella Columbia Britannica a quel tempo.
Tra le prove presentate c'erano i due messaggi telefonici registrati che Makepeace aveva ricevuto sulla sua segreteria telefonica. Durante la sua testimonianza sul banco dei testimoni, Makepeace mosse varie accuse contro la famiglia di Cindy, sostenendo che suo padre avesse abusato fisicamente di lei durante la sua infanzia e che uno dei suoi fratelli l'aveva molestata. Accusò anche la polizia di aver tentato di incastrarlo. Venne rivelato che, poco dopo la sua morte, i genitori di Cindy avevano scoperto nella sua casa numerosi farmaci (tra cui sedativi e antipsicotici) prescritti dai suoi psichiatri, che avevano smaltito gettandoli nel water. Inoltre la sorella minore della donna, Melanie, aveva trovato nella sua borsa un tagliavetro e nella sua camera da letto un kit di siringhe mediche, un catetere urinario e soluzione salina.
Ai giurati vennero presentate immagini grafiche del cadavere in decomposizione di Cindy com'era stato scoperto sulla scena, così come numerosi resoconti che descrivevano in dettaglio il suo stato mentale prima della sua morte. Vennero fornite testimonianze da diversi psichiatri e psicologi, compresi quelli che avevano curato personalmente Cindy nel corso degli anni. Il dottor Paul Termansen disse di credere che soffrisse di disturbo isterico di personalità, mentre il dottor Wesley Friesen, uno psichiatra di lunga data di Cindy, affermò di sospettare che soffrisse di disturbo borderline di personalità con elementi di disturbo da stress post-traumatico. Secondo il resoconto di Friesen, Cindy covava un forte risentimento nei confronti di suo padre e, in base alle loro numerose sedute, Friesen credeva che ci fosse una "forte probabilità" che suo padre avesse abusato sessualmente di lei quando era bambina, anche se non lo avrebbe mai detto esplicitamente.
Durante l'inchiesta si cercò anche di comprendere se Cindy avrebbe potuto o meno legarsi da sola nelle condizioni in cui era stata trovata: utilizzando la stessa quantità di filo di nylon che legava il suo corpo, l'esperto di nodi Robert Chisnall dimostrò in tribunale come Cindy avrebbe potuto legarsi in un lasso di tempo di tre minuti, prima che gli effetti degli stupefacenti nel suo organismo facessero effetto.
L'inchiesta si concluse il 25 maggio 1990, esattamente un anno dopo la scomparsa di Cindy. Dopo le deliberazioni, la giuria non fu in grado di determinare se la causa della sua morte fosse suicidio, omicidio o causata da un incidente. Alla fine fu stabilito che Cindy fosse morta per un "evento sconosciuto" e il caso fu formalmente chiuso.